# Gromada Haczów
Gromada Haczów war eine Verwaltungseinheit in der Volksrepublik Polen zwischen 1954 und 1972. Verwaltet wurde die Gromada vom Gromadzka Rada Narodowa, dessen Sitz sich in Haczów befand und der aus 26 Mitgliedern bestand.
Die Gromada Haczów gehörte zum Powiat Brzozowski in der Woiwodschaft Rzeszów (1945–1975). Sie wurde gebildet aus den bisherigen Gromada Haczów aus der aufgelösten Gmina Haczów.
Am 30. Juni 1960 kam das Dorf Trześniów, aus der aufgelösten Gromada Trześniów, zur Gromada Haczów.
Am 31. Dezember 1961 wurden die Dörfer Malinówka und Jabłonica Polska der aufgelösten Gromada Malinówka in die Gromada Haczów eingegliedert.
Die Gromada Antoniów bestand bis zum 1. Januar 1973 und wurde Teil der wiedererrichteten Gmina Haczów.